# Мазуренко Марко Єрофійович
Мазуренко Марко Єрофійович (25 квітня 1871, Кам'янець-Подільський, Російська імперія — † після 1929 ?) — генерал-хорунжий Армії УНР.

## Життєпис
Народився у місті Кам'янець-Подільський.

Марко Мазуренко перший ліворуч

Закінчив Варшавське реальне училище (у 1888 році), Одеське піхотне юнкерське училище (у 1890 році), вийшов підпрапорщиком до 28-го піхотного Полоцького полку (місто Петраков), у складі якого брав участь у Першій світовій війні. З 1915 році — підполковник, помічник командира 8-го стрілецького полку. З 28 липня 1916 року — полковник, командир 7-го стрілецького полку. З 28 вересня 1916 року — командир 21-го стрілецького полку. З 12 червня 1917 року — командир 48-го запасного полку в Одесі. За час Першої світової війни був нагороджений всіма орденами до Святого Володимира IV ступеня з мечами та биндою, орденом Святого Георгія IV ступеня (за бій 3 травня 1915 року), а 7 лютого 1916 Георгієвською зброєю.
З 12 жовтня 1917 року — начальник Української гайдамацької бригади в Одесі, очолював її до розформування 11 січня 1918 року. З 1 липня 1918 року — член Єлисаветської ліквідаційної комісії. З 1 жовтня 1918 року — командир 3-го Сірожупанного полку Армії Української Держави. З 20 грудня 1918 року — помічник начальника 5-ї пішої дивізії військ Директорії.
1 червня 1919 року у Тернополі потрапив у польський полон. 20 січня 1920 року — начальник 1-ї запасної бригади Дієвої Армії УНР. З 18 травня 1920 року — начальник 2-ї запасної бригади Армії УНР. З 12 вересня 1920 року — помічник начальника 1-ї Кулеметної дивізії Армії УНР. З 5 вересня 1921 року — помічник начальника 5-ї Херсонської дивізії Армії УНР.
У 1923 року виїхав до Радянської України, за що Військовим міністерством УНР був позбавлений військового звання.
Подальша доля невідома.